# Луцій Ноній Аспренат (друг Октавіана)
Луцій Ноній Аспренат (лат. Lucius Nonius Asprenas; близько 60 до н. е. — після 9 до н. е.) — близький друг Октавіана Августа.

## Життєпис
Походив з роду Ноніїв. Син Луція Нонія Аспрената, консула-суфекта 36 року до н. е. Був одружений з Квінтілією і мав від неї двох синів.
Близький друг імператора Октавіана Августа. У 9 році до н. е. на одному із званих обідів у будинку Аспрената гості отруїлися і померло 130 осіб. Аспренат був притягнутий до суду Кассієм Севером за звинуваченням в отруєнні. Захищав його Азіній Полліон. Август, не бажаючи ні прямо втрутитися в процес, ні залишити друга в біді, кілька годин мовчки просидів у суді. Луція Нонія Аспрената було виправдано. Про подальшу долю немає відомостей.

## Родина
- Дружина Квінтілія, донька Секста Квінтілія Вара, квестора

Діти:
- Луцій Ноній Аспренат, консул-суфект 6 року.
- Секст Ноній Квінтіліан, консул 8 року.